# Szwarunki
Szwarunki (niem. Klein Schwaraunen)  – kolonia w Polsce położona w województwie warmińsko-mazurskim, w powiecie bartoszyckim, w gminie Bartoszyce. Miejscowość wchodzi w skład sołectwa Minty.
W latach 1975–1998 miejscowość administracyjnie należała do województwa olsztyńskiego.